# A New World Record
A New World Record este al șaselea album de studio al trupei Electric Light Orchestra. A fost lansat în 1976. Albumul a fost remasterizat și relansat în 2006, cu adăugarea a șase track-uri bonus.

## Despre album
A New World Record a fost primul album al trupei care a ajuns în top zece în Marea Britanie (cele trei albume anterioare au avut un mare succes în SUA, dar nu și în țara de origine a muzicienilor). Albumul a obținut statutul de disc de platină atât în Marea Britanie, cât și în SUA, vânzând cinci milioane de exemplare în primul an de la lansare. Ca și albumul anterior, A New World Record a fost înregistrat la studiourile Musicland din München

## Tracklist
1. "Tightrope" (5:03)
2. "Telephone Line" (4:38)
3. "Rockaria!" (3:12)
4. "Mission (A World Record)" (4:25)
5. "So Fine" (3:54)
6. "Livin' Thing" (3:31)
7. "Above the Clouds" (2:16)
8. "Do Ya" (3:43)
9. "Shangri-La" (5:32)

- Toate cântecele au fost scrise de Jeff Lynne.

Ediție specială (2006)
1. «Telephone Line» (vocal nou) — 4:41
2. «Surrender» — 2:37
3. «Tightrope» (Instrumental early rough mix) — 4:55
4. «Above the Clouds» (Instrumental rough mix) — 1:14
5. «So Fine» (Instrumental early rough mix) — 4:16
6. «Telephone Line» (Instrumental) — 4:51

## Single-uri
- "Livin' Thing"/"Fire on High"/"Ma-Ma-Ma Belle" (1976)
- "Telephone Line"/"Poor Boy (The Greenwood)"/"King of the Universe" (1977)
- "Rockaria!"/"Poker" (1977)
- "Do Ya"/"Nightrider" (1977)

## Componență
- Jeff Lynne - voce, chitară solo și ritmică, percuție, pian, producător
- Bev Bevan - baterie, tobă Minimoog, percuție, voce
- Richard Tandy - pian, Minimoog, Micromoog, clape polifonice, chitare electrice, clavinet, Mellotron, percuție, voce
- Kelly Groucutt - voce, bas, percuție, voce de fundal
- Mik Kaminski - vioară
- Hugh McDowell - violoncel
- Melvyn Gale - violoncel
- Jeff Lynne, Richard Tandy și Louis Clark - aranjamente orchestrale și corale
- Orchestra condusă de Louis Clark

## Poziții în topurile muzicale
Topuri muzicale săptămânale
| Top muzical (1976–1978)            | Cea mai înaltă poziție |
| ---------------------------------- | ---------------------- |
| Australia (Kent Music Report)      | 1                      |
| Austria (Ö3 Austria)               | 9                      |
| Regatul Unit (UK Albums Chart)     | 6                      |
| Germania (Offizielle Top 100)      | 7                      |
| Danemarca (Hitlister)              | 8                      |
| Canada (RPM Top Albume)            | 1                      |
| Olanda (Album Top 100)             | 2                      |
| Norvegia (VG-lista)                | 9                      |
| SUA (Billboard 200)                | 5                      |
| SUA (Cashbox Top 100 Albume)       | 10                     |
| Finlanda (Suomen virallinen lista) | 1                      |
| Suedia (Sverigetopplistan)         | 1                      |
| Japonia (Oricon)                   | 60                     |

## Certificări
| Regiune | Certificări | Vânzări    |
| --- | ----------- | ---------- |
| Regatul Unit (BPI) | Platinum    | 300 000^   |
| Canada (Music Canada) | 2× Platinum | 200.000^   |
| Olanda (NVPI) | Gold        | 50.000^    |
| Statele Unite (RIAA) | Platinum    | 1.000.000^ |
| Finlanda (Musiikkituottajat) | Gold        | 25 000     |
| *cifrele de vânzări sunt bazate pe un singur certificat ^cifrele cargo sunt bazate pe un singur certificat xcifrele nespecificate sunt bazate pe un singur certificat |             |            |